# Varmbadhuset, Karlskrona
Varmbadhuset i Karlskrona är ett av Sveriges äldsta badhus, beläget på Norra Kungsgatan 32 i staden. Badhuset uppfördes mellan 1903 och 1904 av Karlskrona Varmbadhus AB. Det ritades av badhusarkitekten Wilhelm Klemming, som bland annat även ritat Centralbadet i Stockholm. Varmbadhusets fasader är i utpräglad jugendstil, med många tidstypiska detaljer. Fasaderna har ordnats symmetriskt kring huvudentrén som mittaxel, en huvudentré med rik ornamentik och särpräglad uppglasning, samt ett torn. På varje våning finns arbeten utvändigt i natursten. 
Även invändigt finns många tidstypiska detaljer intakta, bland annat mässingsstänger, trappräcken, järnsmiden och målade glasdörrar. De ursprungliga första och andra klassens bassänghallar är ursprungliga, liksom trapphallarna och tvättstugan med dess manuella hiss.
1992 blev varmbadhuset ett byggnadsminne. Badhuset ingår även i världsarvet Örlogsstaden Karlskrona.
Varmbadhuset stängdes under 2012 för renovering. Renoveringen planerades först att ske mellan sommaren 2021 och hösten 2022, men våren 2022 konstaterades att renoveringen skulle kosta dubbelt så mycket som planerat. På grund av budgetfrågan och renoveringsbehoven är varmbadhuset stängt tillsvidare.